# Borșa (Maramureș)
Borșa (in ungherese Borsa, in tedesco Borscha) è una città della Romania di 27 611 abitanti, ubicata nel distretto di Maramureș, nella regione storica della Transilvania. Dal 2012 il sindaco della città è Ion-Sorin Timiș.
Il censimento del 2011 ha rilevato una popolazione a maggioranza rumena con minoranze ungheresi. La religione maggioritaria è la fede cristiana ortodossa con minoranze cattoliche.

## Geografia
Borșa ha una superficie di 424,1 km²  e l'altitudine massima si registra a Munții Rodnei con 2.303m
Il territorio montuoso è attraversato da tre diverse catene: i monti di Rodna, i monti del Maramureș e i monti Țibău. Il più alto dei monti del Maramureș è il Pietrosu (2 303 m s.l.m.).
L'area amministrativa include la località di Băile Borșa e la frazione di Bobeica.

## Etimologia
Il nome deriva dal cognome Borșa, a sua volta dalla forma slava Borša ovvero da Borș con l'aggiunta del suffisso -a.

## Monumenti e luoghi di interesse

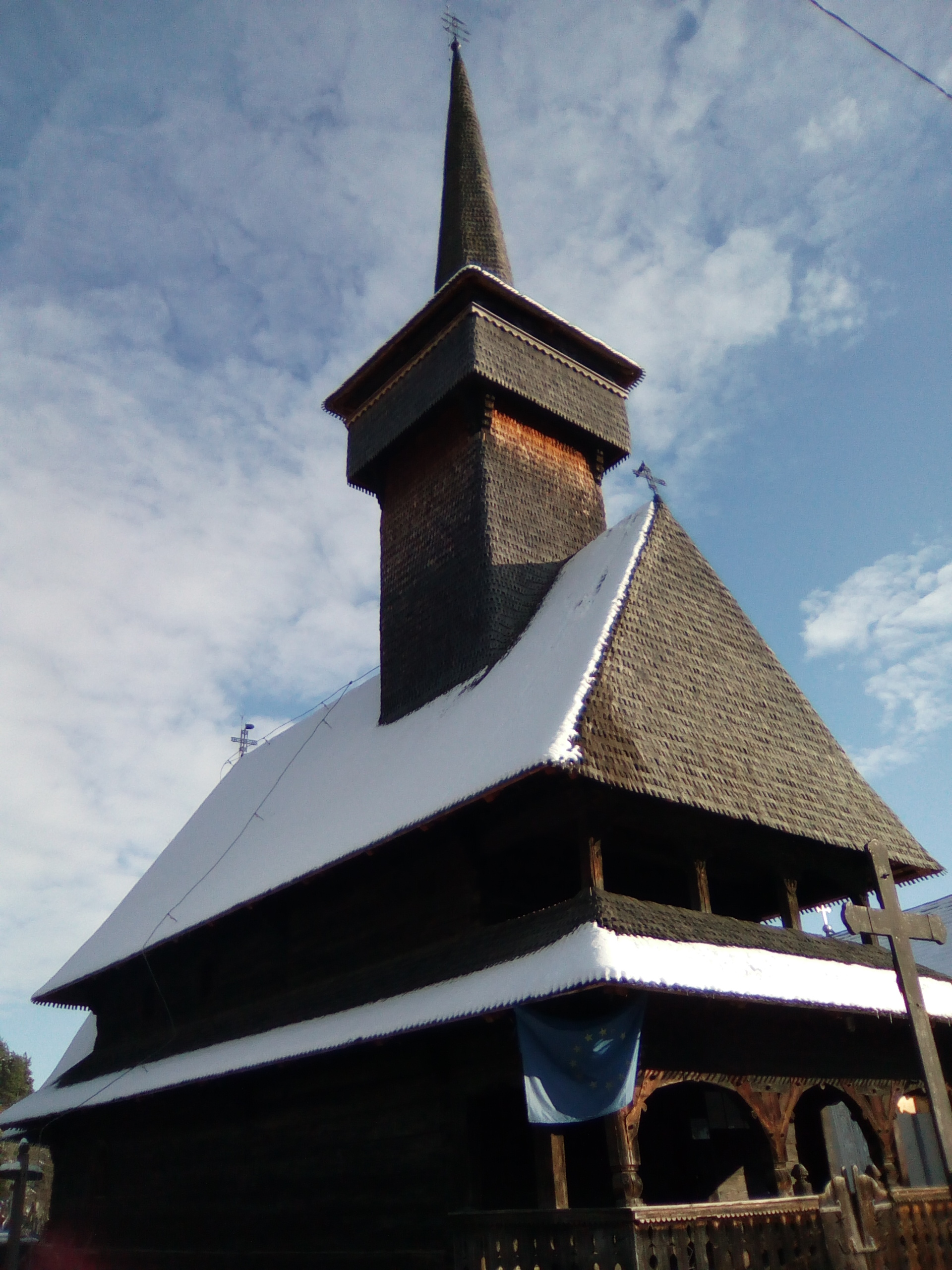
La chiesa di legno di Sant'Arcangelo (XVIII secolo)

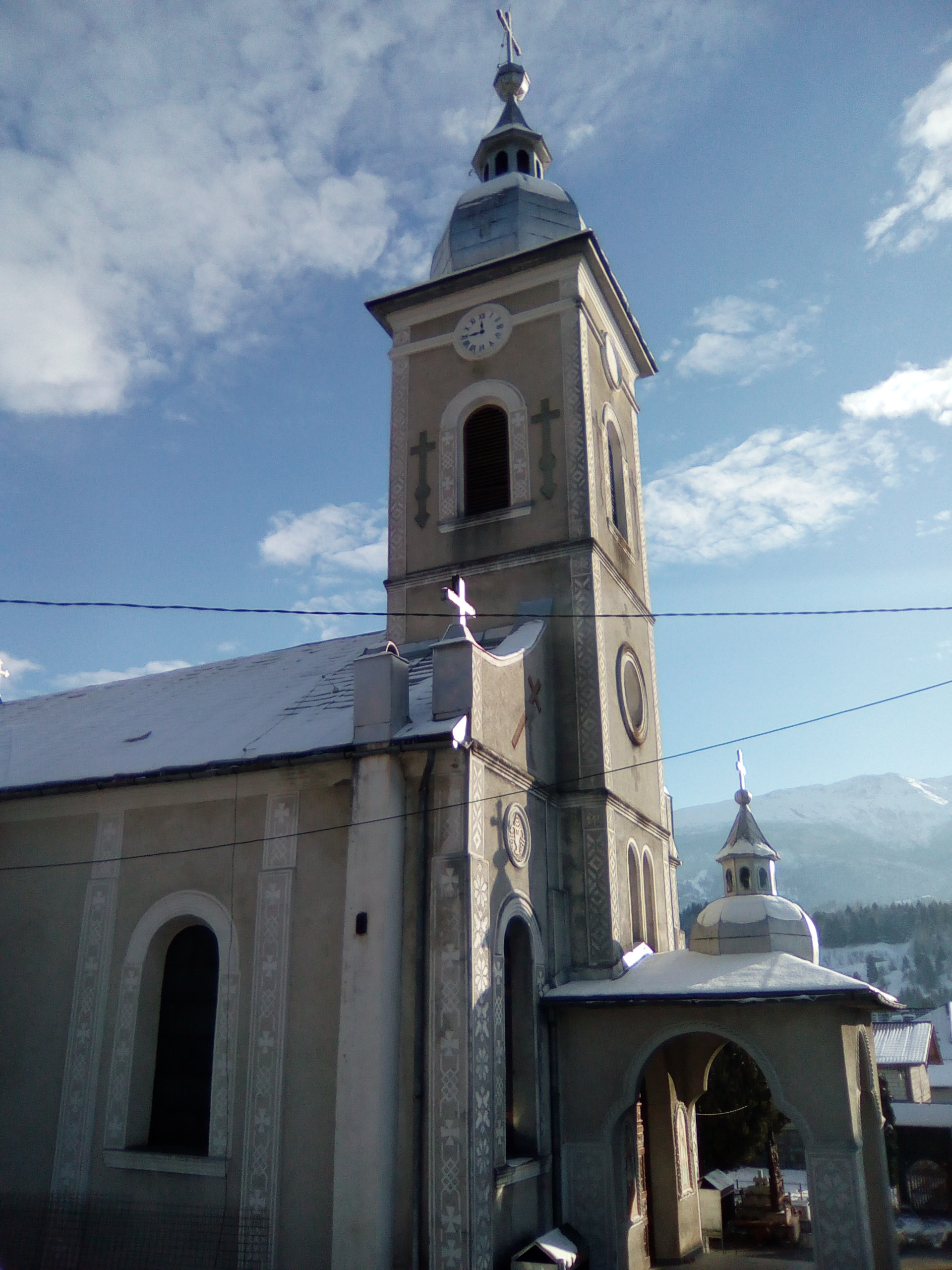
Chiesa di Sant'Elia (XIX secolo)

### Architetture religiose
- Chiesa di Sant'Elia profeta
- Chiesa di legno di Sant'Arcangelo (1700)
- Monumento ai caduti (1917)
- Monumento ai Tatari

### Aree naturali

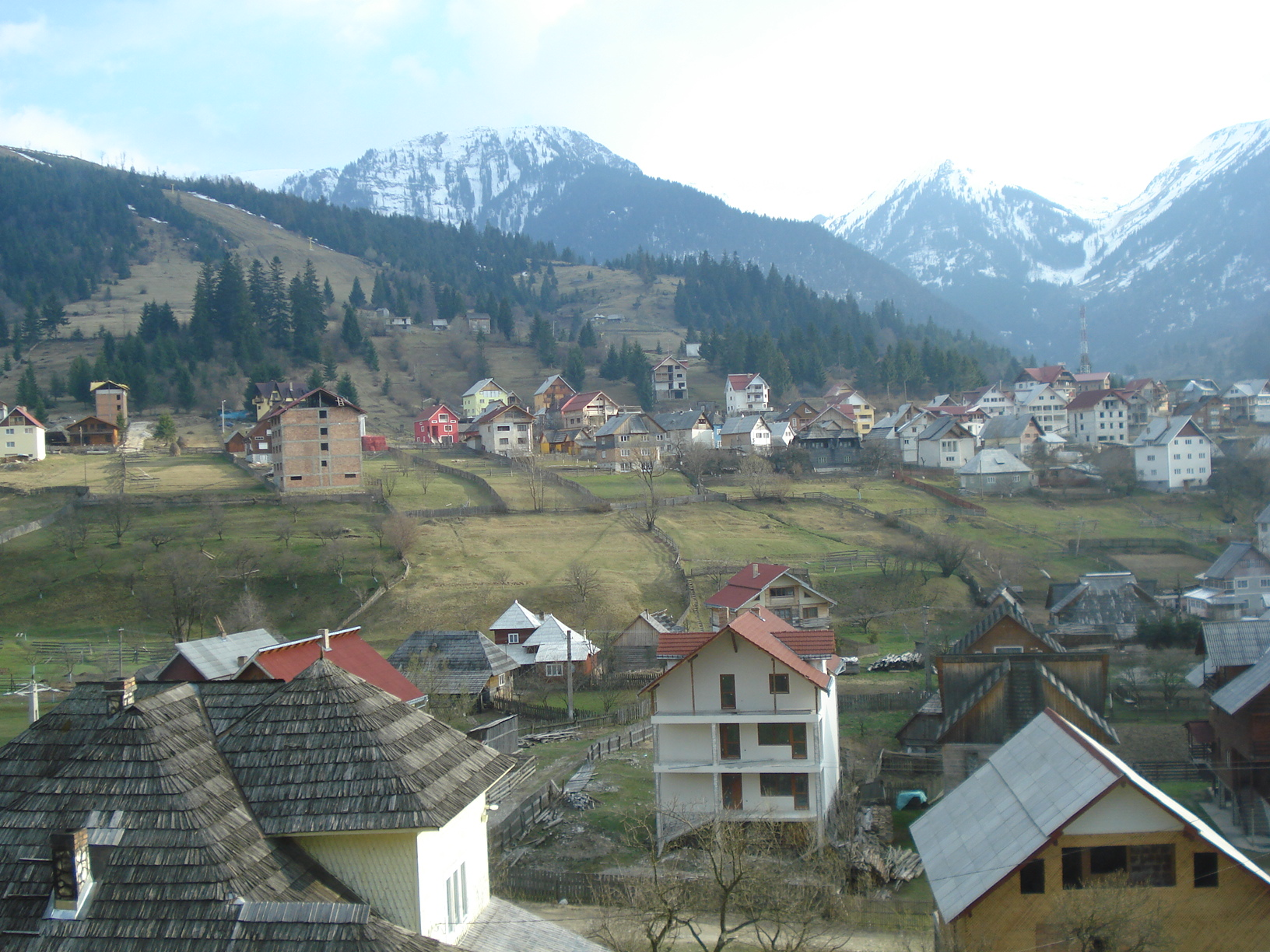
Case a Borșa

Borșa è una frequentata località montana, che funge da base per escursioni in particolare nelle varie riserve naturali che ospita e di cui fa parte.
Tra queste si trovano riserve della biosfera e parchi nazionali, oltre ad aree protette per la biodiversità e le risorse naturali (foreste, acque minerali, risorse balneoclimatiche, agroalimentari e minerali).

#### Parco nazionale dei monti di Rodna
Il Parcul Național Munții Rodnei è nelle vicinanze.